# Писанка (дует)
Дует «Писанка» — фольклорний колектив Чернівецької обласної філармонії в складі народих артистів України співачки Оксани Савчук та музиканта-цимбаліста Івана Кавацюка.

## Історія дуету
Дует «Писанка» був створений 1990 року в Чернівцях як творчий колектив Чернівецької обласної філармонії в складі Савчук Оксани Василівни, вже на той час відомої співачки, та переможця багатьох українських і зарубіжних конкурсів і фестивалів, цимбаліста Кавацюка Івана Михайловича.
Савчук і Кавацюк познайомилися за рік до цього — на фестивалі «Червона рута» — обоє зайняли призові місця. З першим своїм концертом Оксана та Іван вийшли на Великдень і дует став називатися «Писанка».
У репертуарі дуету «Писанка» — щедрівки, колядки, маївки, веснянки, коломийки, великодні пісні, буковинські народні пісні, буковинські романси, пісні на слова Тараса Шевченка, а також духовна пісня.
Широке визнання, любов і шану слухачів здобули в їхньому виконанні яскраві, самобутні пісні Володимира Івасюка, Павла Дворського, Володимира Прокопика, отця Валерія Сиротюка… на вірші поетів Богдана-Ігора Антонича, братів Лепких, Юрія Рибчинського, Михайла Ткача, Миколи Бакая, Тамари Севернюк, а також зразки буковинського фольклору.
Дорога «Писанки» була встелена квітами. Зала, стоячи, аплодувала.
Потрапити на концерти «Писанки» так само показово і престижно для чернівчанина, як для мешканця австрійської столиці на традиційний різдвяний бал у Віденській опері.
Дует «Писанка» представляв пісенне мистецтво України у багатьох країнах світу, зокрема, в Італії, Канаді, США, Франції, Польщі, Румунії, Фінляндії й Аландських островах та ін.
В доробку дуету сім аудіоальбомів, виданих в Україні (1992, 1996, 1997, 2003), Канаді (1994, 1995), США (1993); перший компакт-диск записаний у Росії (м. Москва, 1994), а також три компакт-диски, видані в Україні (1998, 2000, 2003) зі щедрівками та великодніми піснями, веснянками, гаївками, коломийками.
Про дует «Писанку» знято музичні телефільми: «Любов моя і смуток — Буковина», «Карпатські мотиви» (1989), «Святвечір» (1991), «Забута пісня» (1994), "Барви «Писанки»" (1995), «Віри не скарай» (1997), «А ми такі паровані» (1998), «Моя родино християнська» (2000), «Миріться, люди, любіться, люди» (1991), «Мелодії цимбалів Івана Кавацюка» (2006), «Чотири щастя Оксани Савчук» (2008), «Христос Воскрес!» (2010), «Різдвяночка» (2011), «Буковинська Писанка» (2005), «Дует «Писанка» (2002), «Писала мати писанки» (2010), «Різдво на Буковині» (2006).
Духовна пісня займає особливе місце в житті «Писанки». У великі християнські свята артисти виходить із концертно-телевізійними програмами «Великдень у „Писанки“» (1996, 2000,2003) та «На різдво у „Писанки“» (1998, 1999, 2003). Пісні «О, Всехвальна» та «Два ангели» композитора отця В. Сиротюка у виконанні дуету «Писанка» стали лауреатом Всеукраїнського радіофестивалю «Пісня року» 1989 та 2003 років, а пісня «Киріє, Елейсон» отримала І премію та «Золоту Ніку» фестивалю «Пісенний вернісаж» (2000).
У 2001 р. дует «Писанка» зустрічав Папу Римського у Львові духовними піснями. Виступали перед українцями, які працюють в Італії (2003). У 2008 році дует «Писанка» і Нью-Йорку, Чикаго, Маямі, Клівленді, Стенфорді та Бостоні давав благодійні концерти і зібрав на розбудову Патріаршого Собору Воскресіння Христового Української греко-католицької церкви у Києві півмільйона доларів.
Є в репертуарі митців і стрілецькі пісні – «Вітер віє, трава шумить», «Не їдь, козаче, на ту війноньку», весільні – «Посіяла жито», «Та й увійди, рідний неньку», «Ой лежав барвін», «Що мала мамка, то доньці дала».
З року в рік дует є учасником обласних мистецьких свят, популяризує та підносить буковинську автентику.
З початком російсько-української війни Оксана Савчук й Іван Кавацюк виступають перед воїнами АТО, у шпиталях, беруть участь у благодійних концертах і марафонах по збору коштів на підтримку воїнів. Українською піснею вони підіймали бойовий дух воїнів у Сєвєродонецьку, Біловодську, Новопскову Луганської області, а також у Миколаївській області (полігон Широкий лан), прикордонних заставах, військових частинах.
Станом на 2023 рік дует продовжує активно виступати.

## Нагороди
- В 1996 р. дуету «Писанка» присуджено Міжнародну премію «Дружба»
- В 1997 р. Оксані Савчук та Іванові Кавацюку присвоєно почесні звання «Заслужені артисти України»
- У 2000 році за вагомий внесок у розвиток і популяризацію української культури дуетові «Писанка» присуджено Літературно-мистецьку премію ім. С. Воробкевича
- Під час різдвяного бенефісу дует «Писанка» 2003 року отримав найвищу нагороду Української греко-католицької церкви медаль «Божої Матері»[3][8]
- Артисти дуету О.Савчук та І.Кавацюк в 2008 році нагороджені відповідно орденами княгині Ольги і «За заслуги» ІІІ ступеня
- У 2015 р. Оксані Савчук та Іванові Кавацюку присвоєно почесні звання «Народний артист України»[20]
- У 2016 році дует «Писанка» встановив два рекорди України: виконання наймасовішої колядки та коломийки.[джерело?]
- 2016 р. – медаль «За заслуги перед Коломийщиною»
- 2016 р. – звання «Почесний громадянин Буковини»[21][22][23]
- 2017 р. – медаль «За благодійну діяльність»
- 2017 р. – грамота та медаль Верховної Ради України «За заслуги перед Українським народом»[24]